# Giancarlo Elia Valori
Giancarlo Elia Valori (Meolo, 27 gennaio 1940) è un dirigente d'azienda italiano, è stato presidente di numerose società tra cui: la Autostrade per l'Italia S.p.A., la società concessionaria che gestisce gran parte della rete autostradale italiana, la SME - Società Meridionale di Elettricità, l'UIR - Unione Industriali di Roma.
Dal 2006 al 2011 è stato è presidente di Sviluppo Lazio, holding di controllo di tutte le società partecipate dalla regione, e dell'impresa edilizia Torno Internazionale S.p.a. Dal 2005 ricopre il ruolo di presidente onorario della Huawei Technologies Italia, è poi presidente della holding La Centrale Finanziaria Generale S.p.a. nonché dal 2009 è Presidente della delegazione italiana della Fondazione Abertis.

## Biografia
Nasce a Meolo, in provincia di Venezia, il 27 gennaio 1940 da genitori toscani: in una inchiesta si dice che il padre Marco fosse stato compagno di scuola del futuro senatore, Presidente del Consiglio e più volte ministro democristiano Amintore Fanfani. Valori studia economia e commercio e si trasferisce a Roma. Nel 1965 entra nella RAI prima come consulente e poi come funzionario alle relazioni internazionali. Il fratello, rappresentante dell'Eni in Argentina lo introduce negli ambienti vicini a vari governi sudamericani. Intanto coltiva relazioni con la Curia romana fino ad essere nominato, nel 1963, cameriere di cappa e spada, prima onorificenza di una lunga serie. Valori saprà sfruttare al massimo nella sua carriera successiva, grazie alla sua abilità diplomatica, i suoi contatti con l'estero, con gli ambienti cattolici e anche con la massoneria. Infatti, nonostante la scomunica vaticana per i liberi muratori, si iscrive prima, nel 1965, alla Loggia Romagnosi del Grande Oriente d'Italia, poi, alla loggia P2 di Licio Gelli.
Nel 1976, è vicedirettore generale di Italstrade e in questo periodo stringe rapporti con personalità dei servizi segreti: Nicola Falde, ufficiale del servizio di sicurezza militare, Giuseppe Santovito, all'epoca comandante del Comiliter di Roma e in seguito direttore del Sismi (entrambi iscritti alla P2, come tanti altri amici e conoscenti di Valori in quel periodo, compreso il giornalista Mino Pecorelli). In un interrogatorio davanti al giudice Rosario Priore, Valori afferma, a proposito dei suoi rapporti con Santovito, "che i servizi potevano avere un ruolo incisivo circa l'apertura economico-commerciale verso i mercati esteri, in particolar modo verso Libia, Iran, Algeria, Arabia Saudita, Turchia (...) Conoscendo i rapporti che il Servizio aveva all'epoca con tutto il mondo arabo, io chiesi al generale Santovito di tenere presente, nell'ambito della legalità e degli interessi dello Stato, la società dell'Italstrade, società a capitale Iri, per eventuali lavori da compiere in quei Paesi".
Nel 1981 scoppia lo scandalo P2 e Valori compare sulle liste di Gelli come membro espulso.
Sempre grazie alla sua rete di contatti internazionale, Valori « avrebbe contribuito in modo decisivo alla liberazione di tre ostaggi francesi rapiti nel 1985 in Iran da estremisti islamici e rilasciati nel 1988; durante un viaggio d'affari in estremo Oriente per conto della RAI, Valori ebbe modo di conoscere il presidente nordcoreano Kim Il Sung, e proprio a lui si rivolse perché si adoperasse a convincere i capi religiosi di Teheran a esercitare la loro influenza sui sequestratori, così da ottenere la liberazione degli ostaggi. Quando, anni dopo le sue responsabilità nella vicenda vennero alla luce, il presidente francese François Mitterrand lo nominò Cavaliere della Legion d'Onore. »
Il 28 dicembre 2007, il giudice Luigi De Magistris, ascoltato dalla procura di Salerno nell'ambito delle vicende del processo "Why Not", afferma che le indagini:
È considerato vicino alle posizioni dello Stato di Israele. Nel dicembre 2008, come presidente dell'associazione Israele 60, in un comunicato emesso nell'imminenza dell'operazione Cast Lead, l'attacco da parte delle forze armate israeliane contro la cosiddetta "Striscia di Gaza", Valori esprimeva la solidarietà al popolo ebraico e confermava la ferma condanna alle azioni terroristiche di Hamas.
Nel 2012 ha pubblicato sulla rivista della Massoneria Italia Hiram due lunghi contributi intitolati "Le Società dello Spirito": secondo il parere di un anonimo internauta, Valori invoca nel suo scritto l'auspicio di una maggiore unitarietà d'intenti fra le « maggiori istituzioni "spirituali" (Chiesa Cattolica, massoneria, ebraismo, Islam) davanti ad un cambiamento epocale che appare imminente »; e conclude, sempre l'anonimo commentatore, che l'autore utilizza « un approccio di tipo noachistico non nuovo al suo percorso politico e culturale ».
Il 3 maggio 2019, in veste di presidente della International World Group, ha avuto un colloquio con Choe Ryong Hae, vicepresidente della Commissione Affari di Stato della Repubblica Popolare Democratica di Corea e presidente del Presidio dell'Assemblea Suprema del Popolo, in territorio nordcoreano.

## Procedimenti giudiziari
Per la vicenda Alitalia, il 20 settembre 2011 è stato rinviato a giudizio per il reato di aggiotaggio Secondo l'accusa l'ex presidente della Corte Costituzionale Antonio Baldassarre, di cui Valori era advisor partecipando al progetto in qualità di presidente della finanziaria Sviluppo Mediterraneo, presentò un'offerta di acquisto per Alitalia con finte garanzie di disponibilità economiche, in quanto due documenti che dimostravano la disponibilità di un fondo di 500 000 euro erano falsi. Nel luglio 2016 è stato assolto in appello perché il fatto non sussiste Nel 2018 la Corte di Cassazione ha ordinato un nuovo processo di appello, che si è concluso il 27 maggio 2021 con l'assoluzione.
Il 14 novembre 2023 si ha notizia che si è aperta un'indagine sul suo operato in qualità di presidente del Consiglio di amministrazione dell’azienda metalmeccanica Trafomec con sede a Tavernelle (PG). L'ipotesi di reato è  concorso in bancarotta fraudolenta con un imprenditore cinese: la Procura di Perugia ha disposto un sequestro finalizzato alla confisca per un controvalore di un milione di euro.

## Opere
- La nazionalizzazione dell'industria elettrica fattore di sviluppo economico e sociale, Roma, Urbinati, 1962.
- Problemi di politica monetaria, Napoli, Morano, 1964.
- Economia e morale, Napoli, Morano, 1965.
- Ceaușescu, Roma, Bulzoni, 1974.
- L'eredità di Mao. Ideologia e realtà in Cina, Milano, SugarCo, 1980.
- Anni Novanta. La sfida di fine secolo. Le prospettive del mercato alle soglie del terzo millennio, Milano, A. Mondadori, 1993. ISBN 88-04-36742-3.
- La democrazia degli altri. Nuovi itinerari politici nell'Europa del post-comunismo, Roma, Newton Compton, 1993. ISBN 88-7983-349-9.
- SME. 95 anni di presenza nella storia d'Italia, Ercolano, La Buona Stampa, 1994.
- Le privatizzazioni in Italia. Contributi ad un dibattito, Ercolano, La Buona Stampa, 1995.
- Il gigante David. Ben Gurion tra mito e realtà, Milano, Rizzoli, 1995. ISBN 88-17-84445-4.
- La pace difficile. [Angosce e speranze in Medio Oriente], 	Milano, Sperling & Kupfer, 1997. ISBN 88-200-2467-5.
- Quattro scritti sulla pace nel mondo, Napoli, Fiorentino, 1998.
- La privatizzazione delle aziende dei pubblici servizi. Realtà e prospettive, Napoli, Fiorentino, 1998.
- Il Mediterraneo del Terzo millennio. Radici culturali comuni, prospettive di dialogo e nuova evangelizzazione, Napoli, Fiorentino, 2000.
- Un albero per una vita. La persecuzione degli ebrei italiani e l'eroismo di chi li aiutò, Milano, Rizzoli, 2001. ISBN 88-17-86802-7.
- I giusti in tempi ingiusti, Milano, Rizzoli, 2005. ISBN 88-17-00868-0.
- Geopolitica dello spazio. Potere e ricchezza nel futuro del Pianeta, Milano, Rizzoli, 2006. ISBN 88-17-01124-X.
- Antisemitismo, olocausto, negazione. La grande sfida del mondo ebraico nel ventunesimo secolo, Milano, Mondadori, 2007. ISBN 978-88-04-57017-2.
- Mediterraneo tra pace e terrorismo, Milano, Rizzoli, 2008. ISBN 978-88-17-01888-3.
- Il futuro è già qui. Gli scenari che determineranno le vicende del nostro pianeta, Milano, Rizzoli, 2009. ISBN 978-88-17-03484-5.
- Ben Gurion e la nascita dello Stato d'Israele, Milano, Carte scoperte, 2010. ISBN 978-88-7639-054-8.
- La via della Cina. Passato, presente e futuro di un gigante della storia, Milano, Rizzoli, 2010. ISBN 978-88-17-03438-8.
- Il Risorgimento oltre la storia, introduzione di Gianni Tibaldi, Milano, Excelsior 1881, 2011. ISBN 978-88-6158-174-6
- La vocazione dell'umanità, Perugia, Futura, 2013. ISBN 88-97720-53-6
- La sapienza e la storia: i grandi illuminati, Perugia, Futura, 2015. ISBN 88-99527-06-7
- Geopolitica dell'incertezza, Soveria Mannelli, Rubbettino, 2017. ISBN 978-88-498-5011-6[20]
- Shoah e conflitto di civiltà, Cosenza, Brenner, 2018. ISBN 978-88-94985-02-3
- Globalizzazione, governace, asimmetria: l'instabilità e le sfide della postmodernità, Soveria Mannelli, Rubbettino, 2018. ISBN 978-88-498-5456-5
- Spiritualità e illuminismo, Perugia, Futura, 2018. ISBN 88-99527-93-8
- Rapporti di forza. Le questioni aperte del sistema internazionale, Soveria Mannelli, Rubbettino, 2020. ISBN 9788849860597
- Intelligenza artificiale tra mito e realtà. Motore di sviluppo o pericolo imminente?, prefazione di Oliviero Diliberto, Soveria Mannelli, Rubbettino, 2021. ISBN 9788849868531
- Geopolitica, conflitti, pandemia e cyberspazio. Le luci e le ombre del nostro tempo, Soveria Mannelli, Rubbettino, 2022. ISBN 9788849871692
- Cyberspazio e intelligenza artificiale tra Occidente ed Oriente, prefazione di Oliviero Diliberto, Soveria Mannelli, Rubbettino, 2023. ISBN 9788849875454

## Articoli (lista parziale)
- Le Società dello Spirito, in "Hiram. Rivista del Grande Oriente d’Italia", nn. 1 (pp. 16-52) e 2 (pp. 23-41), 2012 ( parte 1 (PDF).;  parte 2 (PDF).)